# Fontbrégoua-Höhle
Die ab 1986 untersuchte Fontbrégoua-Höhle, südlich von Salernes, ist eine Höhle in der Provence in Frankreich. Sie wurde im 5. und 4. Jahrtausend v. Chr. in der Jungsteinzeit von Menschen genutzt.
Sie enthielt bei ihrer Ausgrabung eine Reihe von Knochen, die von Haus- und Wildtieren sowie von Menschen stammten. Die Forscher unter Führung von Paola Villa berichteten, einen schlüssigen Beweis für Kannibalismus in der Steinzeit entdeckt zu haben. Sie fanden 6000 Jahre alte Skelette von sechs Menschen. Die mit modernster Technik untersuchten Knochen wiesen Schnittspuren auf, die bei Mensch und Tier auf eine einheitliche „Schlacht- oder Zerlegungstechnik“ deuteten. Die Ausgräber argumentierten, dass diese Behandlung menschlicher Überreste einen Beleg für Kannibalismus darstelle. Diese Folgerung wurde von dem Briten Paul Bahn und dem Australier M. P. Pickering zurückgewiesen, die vorschlugen, dass die Belege besser dadurch erklärt werden könnten, dass Rituale zur Ablängung der Gliedmaßen bei der sekundären Bestattung eingesetzt wurden.